# Flühli
Flühli ist eine politische Gemeinde im Wahlkreis Entlebuch des Kantons Luzern in der Schweiz und umfasst die Ortschaften Flühli und Sörenberg.

## Geographie
Die Gemeinde liegt in den Zentralschweizer Voralpen und ist mit 108,17 km² flächenmässig die grösste Gemeinde des Kantons Luzern. Auf Gemeindegebiet liegen Teile der zwei grössten Moorlandschaften der Schweiz: Glaubenberg und Sörenberg. Zu den Kalkbergen gehören die Schwändiliflue, die Grönflue und die Schrattenfluh.
Die Gemeinde umfasst zwei Ortsteile, nämlich Flühli und Sörenberg, welche zugleich selbstständige Kirchgemeinden bilden. Flühli ist nicht nur die grösste Gemeinde des Kantons Luzern, sondern hat mit dem Brienzer Rothorn (2350 m ü. M.) auch den höchsten Punkt des ganzen Kantons.
Flühli grenzt im eigenen Kanton an die Gemeinden Escholzmatt-Marbach, Hasle und Schüpfheim. Nachbargemeinden im Kanton Bern sind Brienz BE, Habkern, Oberried am Brienzersee, Schangnau und Schwanden bei Brienz. Nachbargemeinden im Kanton Obwalden sind Giswil und Sarnen. Auf dem Brienzer Rothorn findet sich ein Dreikantonseck zu den Kantonen Bern und Obwalden ().

## Bevölkerung
Die Bevölkerung wuchs von 1784 bis 1810 deutlich (+ 74,3 %) und nach einem Rückgang zwischen 1810 und 1816 nochmals stark bis 1850 (1816–1850: + 39,2 %). Insgesamt stieg die Einwohnerzahl zwischen 1784 und 1850 auf mehr als das Doppelte (+ 111,6 %). Nach diesem für die Region ungewöhnlichen Wachstum wurde die Gemeinde vom Sog der Zeit erfasst. Es folgte zwischen 1860 und 1900 eine Phase der Abwanderung (− 18,2 %) in die Industriegebiete und nach Übersee (Vereinigte Staaten). Danach folgte eine lange Periode mit stabilen Einwohnerzahlen. Im Zeitraum zwischen 1980 und 2010 wächst die Bevölkerung, nicht zuletzt wegen des bedeutenden Fremdenverkehrs, recht stark (+ 35,8 %). Seither pendelt die Einwohnerzahl auf einer Höhe von 1800 bis 1900 Personen.
Quellen: Volkszählungen in der Schweiz vor 1850; Bevölkerungsentwicklung der Gemeinden 1850–2000; 2010 ESPOP, 2020 STATPOP

### Sprachen
Die Bevölkerung benutzt als Alltagssprache eine hochalemannische Mundart. Die örtliche Variante weicht wegen der Nähe zum Kanton Bern stark vom Dialekt der Stadt Luzern ab. Bei der letzten Volkszählung im Jahr 2000 gaben 93,49 % Deutsch, 1,04 % Albanisch und 0,81 % Italienisch als Hauptsprache an.

### Religionen – Konfessionen
Früher war die gesamte Einwohnerschaft Mitglied der römisch-katholischen Kirche. Aus Angst vor unerwünschten religiösen Einflüssen aus dem benachbarten reformierten Kanton Bern versuchte die kirchliche Obrigkeit mittels regelmässiger Glaubensvisitationen den Glaubenseifer der Bevölkerung zu überprüfen. Die Religiosität liegt zwar heute immer noch weit über dem Landes- und Kantonsdurchschnitt. Doch durch Zuwanderung aus den anderen Regionen der Schweiz und dem Ausland und einigen Dutzend Kirchenaustritten sieht die religiöse Landschaft heute (Stand 2000) folgendermassen aus: Es gibt 81,29 % römisch-katholische, 7,83 % evangelisch-reformierte und 0,63 % orthodoxe Christen. Daneben findet man 2,88 % Konfessionslose, 2,30 % Muslime und 1,84 % Angehörige anderer nichtchristlicher Bekenntnisse (meist Hindus tamilischer Herkunft). Bei den Muslimen handelt es sich fast ausschliesslich um Albaner aus Mazedonien und dem Kosovo.

### Herkunft – Nationalität
Ende 2022 zählte die Gemeinde 1785 Einwohner. Davon waren 1563 Schweizer Staatsangehörige und 222 (= 12,4 %) Menschen anderer Staatsangehörigkeit. Die grössten Zuwanderergruppen kommen aus Vietnam (45 Menschen), Deutschland (33), Indien (22), Portugal (19), Myanmar (12), Ungarn (8) sowie China und Nordmazedonien (je 7 Personen).

## Geschichte

Luftbild (1954)

Das erste überlieferte Ereignis im Tal der Waldemme ist die Schlacht bei Sörenberg. Obwaldner und Entlebucher kämpften dort 1380 um den Besitz der Alpweiden. Noch heute erinnert der Name der Alp «Schlacht» am Fusse des Brienzer Rothorns an dieses Ereignis.
1781/82 wurde die Pfarrei Flühli errichtet, tatkräftig gefördert vom Schüpfheimer Pfarrer Joseph Xaver Schnyder von Wartensee. Gleichzeitig wurde mit dem Bau der Pfarrkirche St. Josef begonnen. Nachdem Flühli bereits in den Jahren von 1798 bis 1816 eine eigene Munizipalität bildete, wurde es 1836 eine selbständige Gemeinde, «zusammengelegt aus einem Teile der Gemeinde Schüpfheim und einem aus der Gemeinde Escholzmatt».
Bis 1869 gab es in Flühli mehrere Glasbläsereien, die das bekannte Flühli-Glas produzierten. Glasmacher aus dem Schwarzwald, wo das Schwarzwaldglas bereits im 12. Jahrhundert hergestellt wurde, erweiterten die Glasherstellung. Von Windberg bei St. Blasien zogen 1723 die drei Brüder Josef, Peter und Michael, Söhne des Glasmeisters Samuel Siegwart und der Anna Schmidt, von Daar nach Flühli und errichteten hier eine neue Glashütte. Im Entlebuch bestanden schon ab 1400 Glashütten, sicher belegt ist die bei Röthenbach im Emmental. Die Nachkommen begründeten die Glasi Hergiswil.
Von 1935 bis 1948 wurde in Flühli eine Skiwachsfabrik betrieben.
Während des Zweiten Weltkriegs wurde zur Verteidigung des Reduits und der Brünigachse die umfangreiche Sperrstelle Flühli errichtet.

## Politik

### Gemeinderat
Der Gemeinderat Flühli besteht aus fünf Mitgliedern und ist wie folgt aufgestellt (Stand März 2024):
- Hella Schnider-Kretzmähr (Die Mitte): Gemeindepräsidentin; Präsidiales und Personelles
- Stefan Süess (SVP): Gemeindeammann; Finanzen, Bau und Infrastruktur
- Vroni Thalmann-Bieri (SVP): Soziales und Gesundheit
- Silvia Limacher-Schmidiger (FDP); Bildung und Kultur
- Peter Schnider (parteilos): Öffentliche Sicherheit und Tourismus

Gemeindeschreiber ist Guido Küng.

### Kantonsratswahlen
Bei den Kantonsratswahlen 2023 des Kantons Luzern betrugen die Wähleranteile in Flühli: Mitte (einschliesslich Junge Mitte) 47,40 %, SVP (einschliesslich Junge SVP) 35,56 %, FDP 14,49 %, SP 1,50 % und Grüne 1,05 %.

### Nationalratswahlen
Bei den Schweizer Parlamentswahlen 2023 betrugen die Wähleranteile in Flühli: SVP 41,8 %, Mitte 40,7 %, FDP 12,3 %, SP 1,5 %, glp 1,2 %, GPS 1,0 %, übrige 1,5 %.

## Wirtschaft
Viehzucht und Milchwirtschaft sowie die Kälbermast und Rindersömmerung (ca. 4000 Stück) sind die bedeutendsten Bereiche der Landwirtschaft. Ackerbauflächen sind seit der Anbauschlacht im Zweiten Weltkrieg praktisch verschwunden. Beim Gewerbe nimmt die Holzverarbeitung einen wichtigen Platz ein, eigentliche Industrie fehlt jedoch. 28 Prozent der Arbeitsplätze entfallen auf den Sektor Land- und Forstwirtschaft. In Gewerbe und Industrie sind 23 Prozent der Arbeitnehmer tätig, fast die Hälfte der Stellen sind jedoch im Bereich Dienstleistungen.
In der zweiten Hälfte des 20. Jahrhunderts hat sich der Tourismus zum eigentlichen Brotkorb der Einwohner von Flühli und Sörenberg entwickelt. Im Winter ist die Region Sörenberg Skigebiet, und im Sommer steht ein Netz markierter Bike- und Wanderwege zur Verfügung. Wegen schneearmer Winter wurden 2024 drei Skilifte stillgelegt.

## Verkehr
Die beiden grössten Ortsteile, Flühli-Dorf und Sörenberg, sind durch die Postautolinie Schüpfheim–Flühli–Sörenberg ans Netz des Öffentlichen Verkehrs angebunden. In Schüpfheim gibt es eine Bahnstation der Linie Luzern-Bern. Im Sommer verkehrt das Postauto auf der so genannten Panoramastrasse über den Glaubenbielen bis weiter nach Giswil im Kanton Obwalden.
Die Gemeinde liegt abseits der Hauptverkehrsverbindungen, und die nächstgelegenen Autobahnanschlüsse sind weit entfernt. Im Sommer liegt der Anschluss Giswil an der A8, im Winter der Anschluss an die Autobahn A2 in Emmen-Nord am nächsten.

## Bilder

Flühli-Dorf
Flühli-Dorf
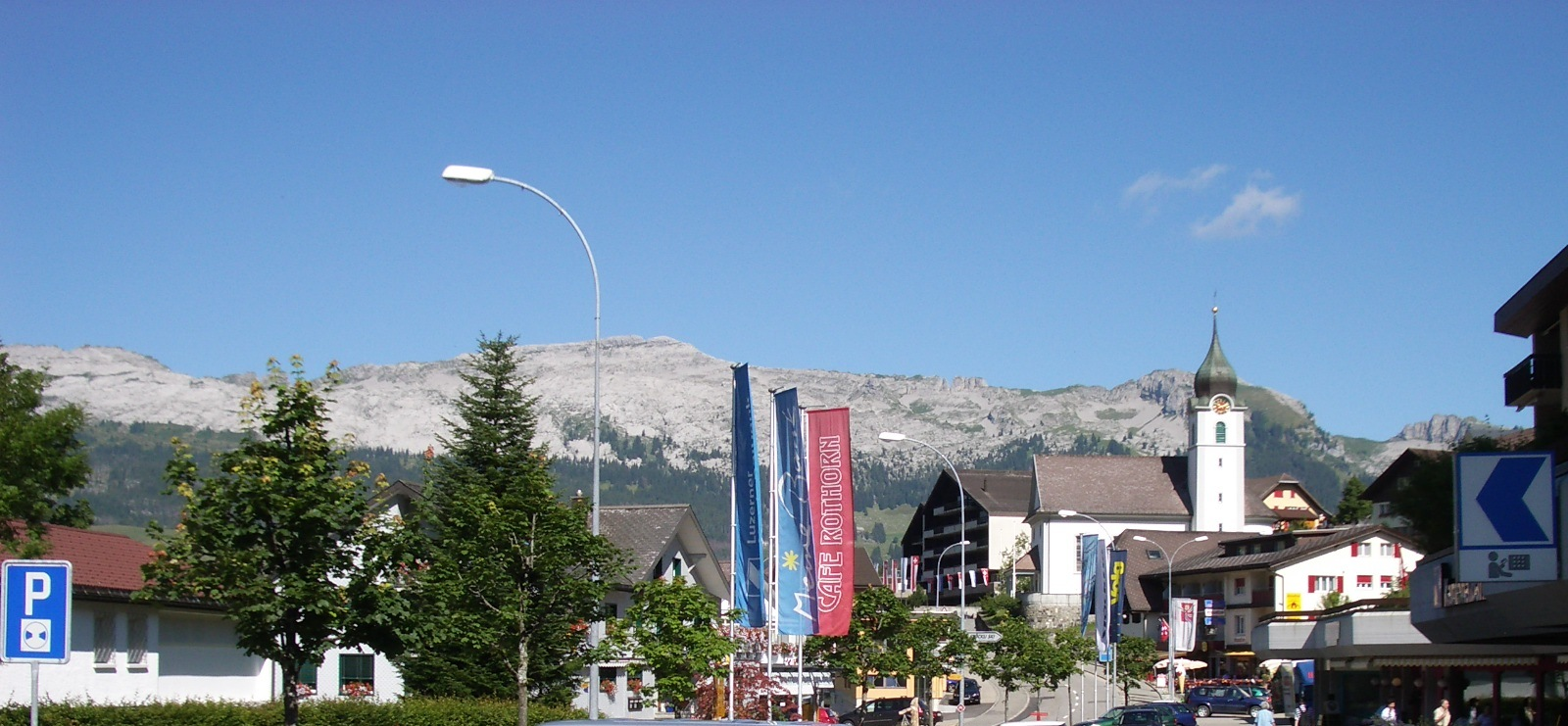
Sörenberg mit Schrattenfluh
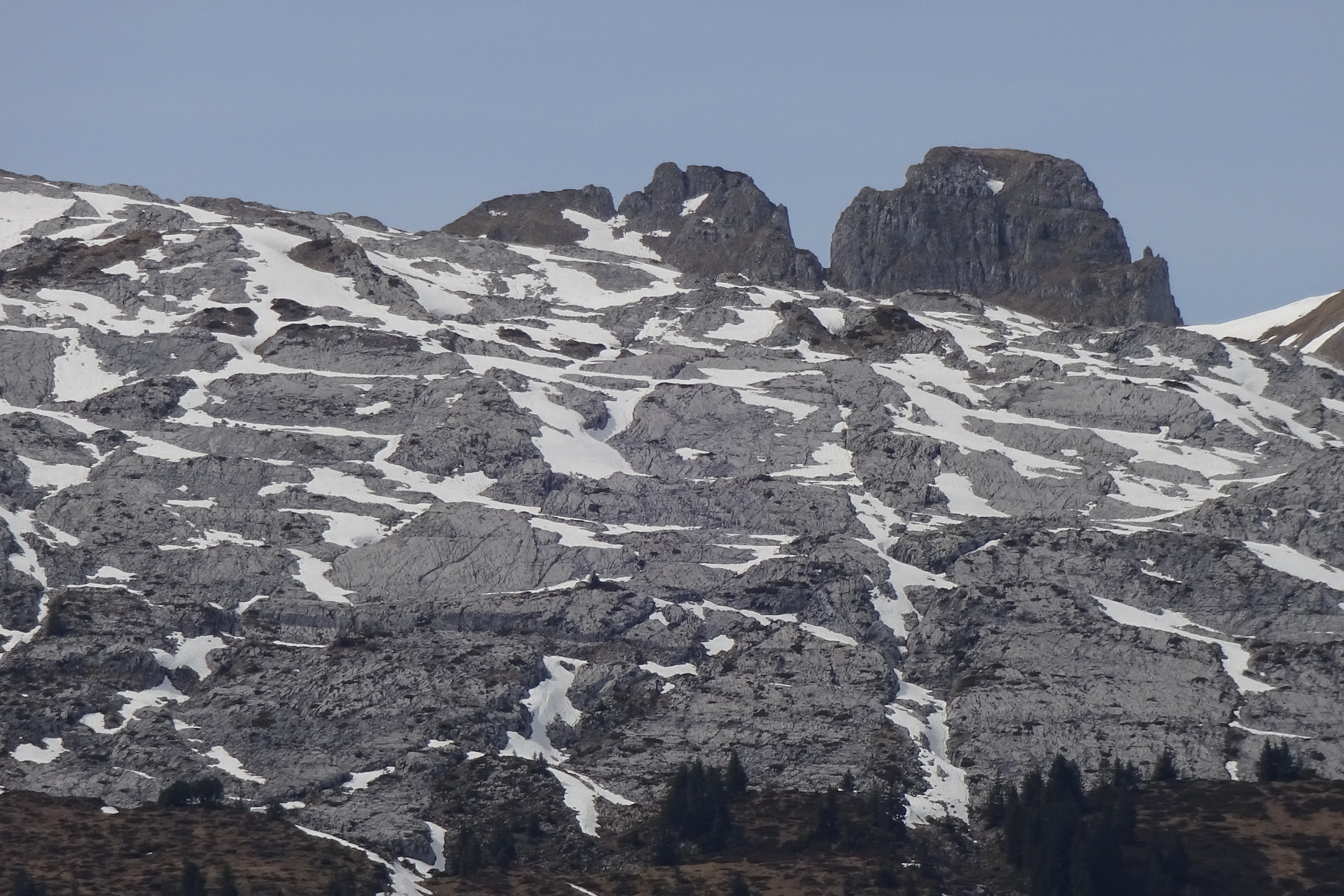
Sörenberg-Salwideli – Schrattenfluh-Südostabdachung: Karrenfeld am Hängst
Schwändiliflue

## Persönlichkeiten
- Franz Siegwart (1854–1933), Oberst und Direktor der Eidgenössischen Finanzkontrolle
- Ida Lüthold-Minder (1902–1986), Pädagogin und Schriftstellerin
- Ida Schöpfer (1929–2014), Skirennfahrerin
- Rosemarie Keller (* 1937), Schriftstellerin und Journalistin
- Vroni Thalmann-Bieri (* 1969), Politikerin (SVP)
- Roger Schäli (* 1978), Bergsteiger, Sörenberg
- Pascale Schnider (* 1984), Radrennfahrerin
- Joel Wicki (* 1997), Schwinger und seit dem ESAF 2022 Schwingerkönig, Sörenberg